# 野町站
野町站（日语：／ Nomachi eki */?）是位於石川縣金澤市野町五丁目，北陸鐵道的石川線車站（起點站）。車站編號為I01。

## 概要
在1944年（昭和19年）前，此站可轉乘松金線。在1967年（昭和42年）前，此站可轉乘金澤市內線。現時此站沒有連接任便鐵路線，但是可於此站轉乘北陸鐵道集團巴，前往金澤市中心，途經香林坊前往金澤站、兼六園和本津幡站。另外也有巴士路線連接野野市市。
在2009年（平成21年）11月1日，鶴來站至加賀一之宮站廢止前。在毎年12月31日（除夕）至1月1日（元旦），為了運送初參客前往白山比咩神社，此站至加賀一之宮站之間會開設臨時列車班次，多數設有通宵服務。

## 歷史
- 1922年（大正11年）10月1日 - 石川鐵道車站啟用[3][4]。
- 1943年（昭和18年）10月23日 - 隨著北陸鐵道成立，成為北陸鐵道石川線車站[4]。
- 1970年（昭和45年）4月1日 - 白菊町站中止旅客業務[5]，自從成為石川線的起點站。
- 1972年（昭和47年）9月20日 - 野町站至白菊町站之間的貨運業務廢止[2][4]。
- 1984年（昭和59年）2月6日 - 一架列車衝破止衝擋，使列車出軌[6][7]，造成114人傷[8]。
- 1987年（昭和62年）11月28日 - 為了方便乘客轉乘列車和巴士，車站大樓翻新，新設「交匯處總站」[4][9][10]。
- 2000年（平成12年）7月25日 - 正式實施單車列車[4]。
- 2003年（平成15年） - 連接車站與縣廳前的電車接駁巴士路線「City Liner（日语：シティライナー (北陸鉄道)）」開始運行。
- 2019年（令和元年）12月22日 - 開始使用由金澤市立工業高等學校（日语：金沢市立工業高等学校）師生制作的發車音樂[11]。

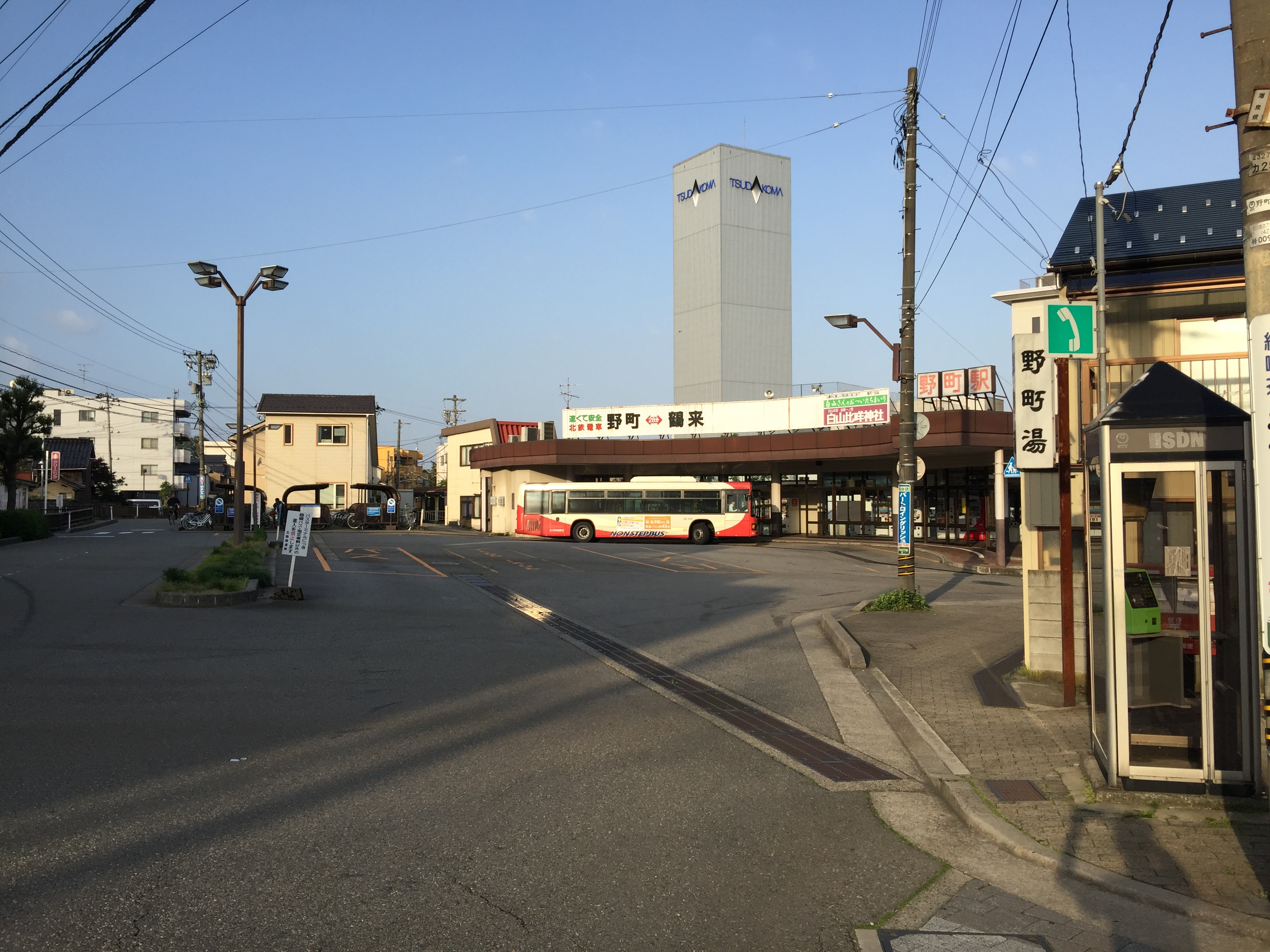
站前的電車接駁巴士停站中

## 車站構造
車站是一座地面車站，設有2面2線港灣式月台。1號月台可容納2卡列車，2號月台可容納更長列車。但是，現時2號月台沒有使用，架空電纜已經撤走，因此事實上在暫停使用狀態，只使用1號月台。從前年尾年初的時候，前往加賀一之宮的臨時參詣電車於2號月台出發。
在金澤市內線廢止前，設有連絡線連接市內線與石川線。石川線車輛會經該連絡線前往市內線的工場進行定期檢査。

### 月台
| 月台 | 路線     | 上下行   | 方向     |
| ---- | -------- | -------- | -------- |
| 1    | 石川線   | 下行     | 鶴來方向 |
| 2    | 暫停使用 | 暫停使用 | 暫停使用 |

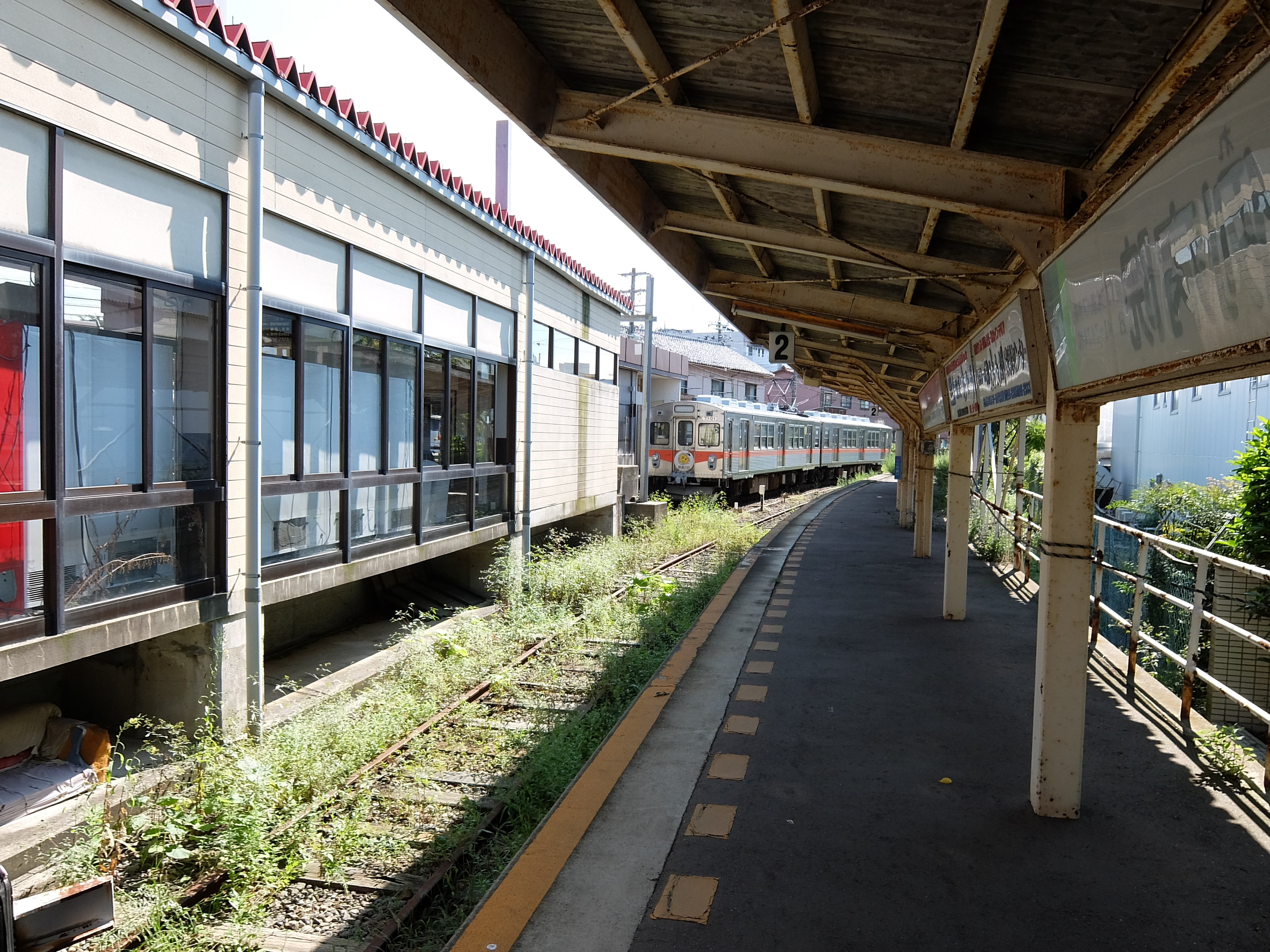
兩座月台
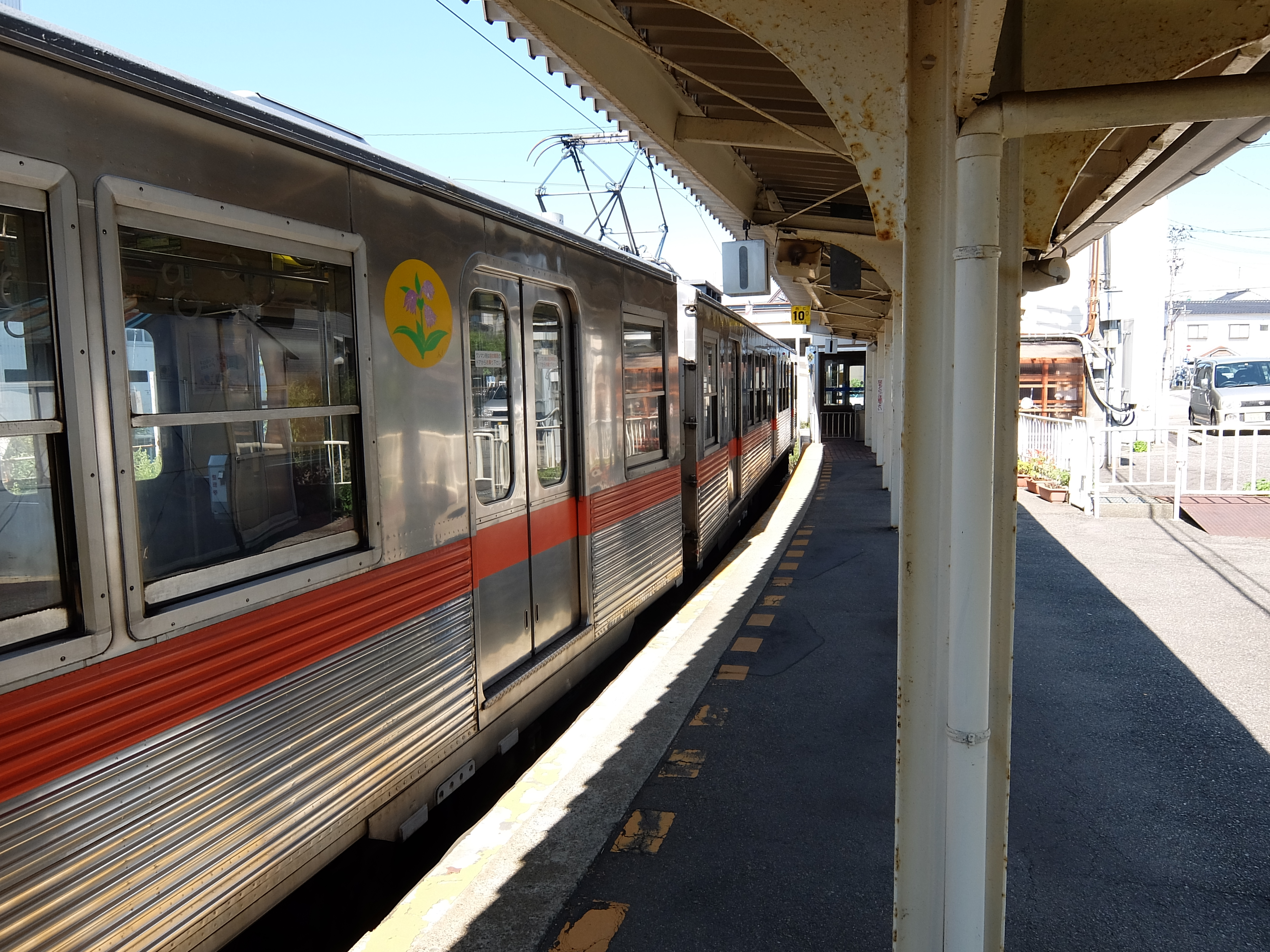
1號月台
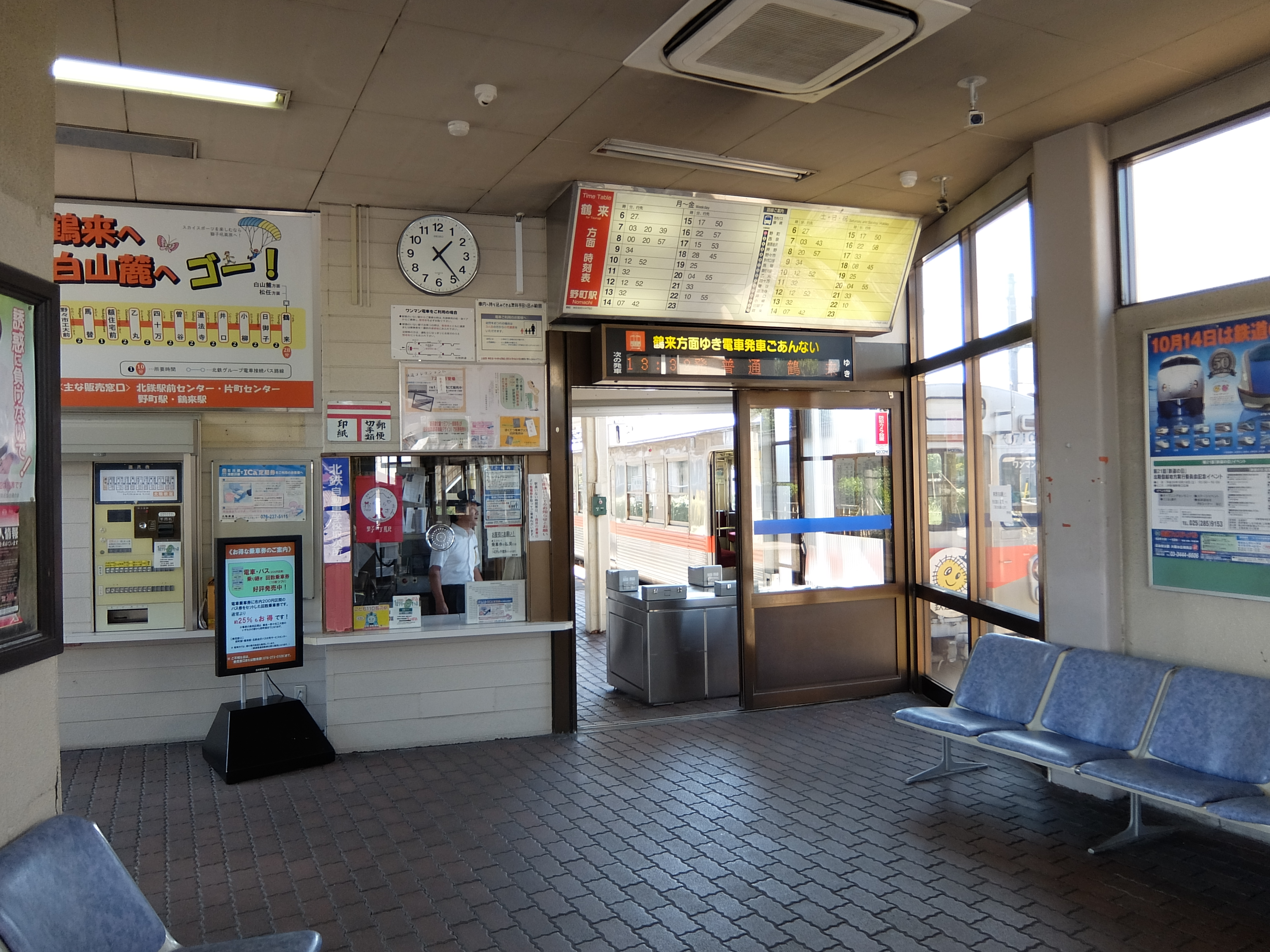
車站大樓內的樣子
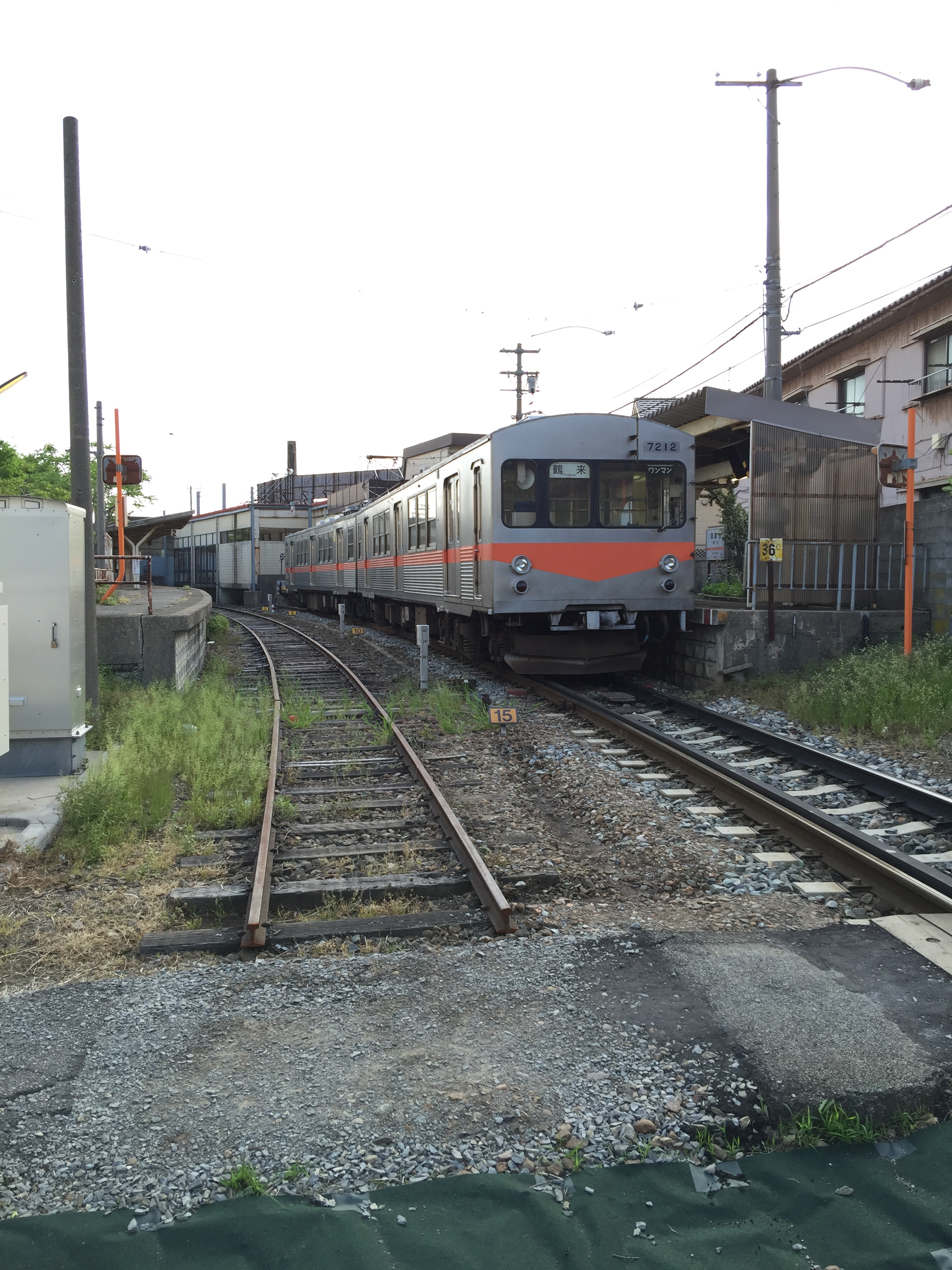
月台全景 2號月台路軌與本線切離，架空電纜已撤走

## 使用狀況
在2019年度1日平均上下車人次為1,746人。在北陸鐵道車站中，此站第三多人使用，僅次於內灘站。
| 1日上下車人次變化 | 1日上下車人次變化 |
| 年度              | 1日平均人次       |
| ----------------- | ----------------- |
| 2006年            | 1,867             |
| 2007年            |                   |
| 2008年            |                   |
| 2009年            |                   |
| 2010年            |                   |
| 2011年            | 1,597             |
| 2012年            | 1,630             |
| 2013年            | 1,686             |
| 2014年            | 1,636             |
| 2015年            | 1,691             |
| 2016年            | 1,674             |
| 2017年            | 1,712             |
| 2018年            |                   |
| 2019年            | 1,746             |

## 車站周辺
車站位於市中心南部，鄰近國道157號。距離繁華市區片町1公里，於犀川對面岸。
- 津田駒工業（日语：津田駒工業）總部
- 石川縣立金澤中央高等學校（日语：石川県立金沢中央高等学校）
- 金澤市立泉中學（日语：金沢市立泉中学校）
- 西茶屋街（日语：にし茶屋街）
- 妙立寺（忍者寺）

## 單車列車
每人可帶一架單車乘坐電車（只限3月16日～11月30日期間，星期一至五早上9時時段至下午3時時段出發的電車，星期六、日和假日則為整日）。只限來往此站和鶴來站。

## 巴士路線
車站旁設有北鐵巴士巴士總站。設有以下北鐵金澤巴士路線（截至2020年）。
- City Liner（日语：シティライナー (北陸鉄道)）（中央醫院線（日语：北鉄金沢バス中央営業所#中央病院線）、畝田住宅線（日语：北鉄金沢バス中央営業所#畝田住宅線））[13]
- 錦町野野市線（日语：北鉄金沢バス野々市営業所#錦町野々市線）
- 津幡線（日语：北鉄金沢バス北部営業所#津幡線）

## 相鄰車站
北陸鐵道
■石川線
七屋（I01）－西泉（I02）

## 外部連結
- 北陸鐵道野町站 （页面存档备份，存于）（日語）